# Phong trào Nghĩa Hòa Đoàn
Phong trào Nghĩa Hòa Đoàn hay còn gọi là Khởi nghĩa Nghĩa Hòa Đoàn (giản thể: 义和团运动; phồn thể: 義和團運動; Hán-Việt: Nghĩa Hoà đoàn vận động; bính âm: Yìhétuán Yùndòng; nghĩa đen 'phong trào xã hội công bằng và hòa hợp') hoặc bị miệt thị là giặc "quyền phỉ" là một phong trào bạo lực ở tại miền Bắc Trung Quốc (tháng 11 thuộc 1899 đến 7 tháng 9 năm 1901) do Nghĩa Hòa Đoàn khởi xướng, chống lại sự ảnh hưởng của thế lực nước ngoài trong các lĩnh vực giao thương, chính trị, văn hóa, công nghệ và bài Kitô giáo. Trong bối cảnh hạn hán khắc nghiệt và kinh tế suy sụp, nhiều  cuộc nổi dậy xảy ra tại Trung Quốc trong suốt những năm cuối của triều đại Mãn Thanh. Các thành viên Nghĩa Hòa Đoàn gieo rắc lòng căm thù đối với những thương nhân nước ngoài và những người cố đạo truyền giáo và kêu gọi mọi người thanh toán những nhóm người này. Sự thù hận này có nguồn gốc từ cuộc Chiến tranh Nha phiến và sự xâm nhập kinh tế của người nước ngoài, cùng với chính sách truyền đạo mà chính quyền nhà Thanh bất lực không ngăn cản được.
Những người nổi dậy xông vào các nhà thờ ở khắp miền Bắc Trung Quốc giết hại các nhà truyền giáo mà họ gọi là "những kẻ đi gieo rắc tội ác". Quân Nghĩa Hòa Đoàn thắt khăn đỏ ở cổ tay hay chân dùng dao hoặc giáo mác chặt đầu những người bị hành hình rồi bêu đầu lên ngọn giáo. Tại Sơn Tây họ đã giết tới 200 người nước ngoài, chủ yếu là những nhà truyền giáo và thân nhân của họ. Chỉ trong vòng 1 ngày có tới 45 người bị giết. Tháng 6 năm 1900, quân Nghĩa Hòa chiếm đóng Bắc Kinh và giết 230 người ngoại quốc. Hàng chục nghìn tín đồ Cơ Đốc giáo Trung Quốc, gồm Công giáo và Tin Lành đều bị giết phần lớn tại hai tỉnh Sơn Đông và Sơn Tây như là một phần của cuộc nổi dậy. Chính quyền của Từ Hi Thái Hậu tỏ ra bất lực khi các nhà ngoại giao và binh sĩ cũng như thường dân nước ngoài và một vài tín đồ Cơ Đốc giáo người Hoa phải rút lui tới các tòa công sứ và cầm cự 55 ngày cho đến khi liên quân tám nước (Bát Quốc liên quân) gửi 2 vạn quân tới giải cứu. Liên quân đánh bại quân chính quy nhà Thanh, chiếm đóng Bắc Kinh ngày 14 tháng 8, giải vây khu lãnh sự. Tiếp đó Liên quân cướp phá Bắc Kinh và các khu vực lân cận, hành quyết các tù binh tình nghi là thành viên Nghĩa Hòa bị bắt.
Chính quyền Trung Quốc bị ép phải bồi thường cho các nạn nhân và thực hiện thêm các nhượng bộ bổ sung. Hiệp ước Tân Sửu (1901) buộc nhà Thanh phải xử tử các quan lại ủng hộ Nghĩa Hòa đoàn, cung cấp cho binh lính ngoại quốc đóng tại Bắc Kinh, bồi thường chiến phí 67 triệu bảng Anh (tương đương với 450 triệu lạng bạc), tức nhiều hơn tiền thuế của triều đình trong một năm, trả trong 39 năm cho liên minh 8 nước Cuộc cải tổ được thi hành sau những chỉ trích năm 1900 đã đặt nền tảng cho dấu chấm hết của triều đại Mãn Thanh và mở đầu cho sự thành lập Trung Hoa Dân Quốc.

## Nghĩa Hòa Đoàn

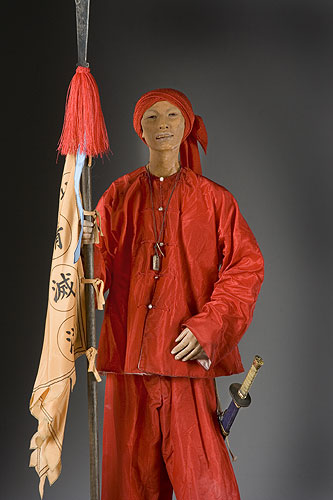
Mô hình một nghĩa sĩ Nghĩa Hòa Đoàn, còn gọi là quyền phỉ hay Boxer

Nghĩa Hòa Đoàn là một tổ chức tôn giáo thần bí và đồng thời là một tổ chức chính trị đã lãnh đạo phong trào Nghĩa Hòa Đoàn do Chu Hồng Đăng lãnh đạo. Có thuyết cho rằng tổ chức này liên quan tới Bạch Liên giáo. Lực lượng nòng cốt của Nghĩa Hòa Đoàn bao gồm nhiều người giỏi võ nghệ. Do đó, Nghĩa Hòa Đoàn còn bị những người không ưa nó gọi bằng cái tên "quyền phỉ".
Sách giáo khoa trung học cơ sở của Cộng hòa Nhân dân Trung Hoa gọi Nghĩa Hòa Đoàn là những "người yêu nước". Tuy nhiên, có không ít người mà chủ yếu là người nước ngoài lên án Nghĩa Hòa Đoàn và quy kết tổ chức này đã gây ra sự thảm sát hàng chục ngàn người mà phần lớn là người nước ngoài. Khẩu hiệu hành động của tổ chức này là "phù Thanh diệt Dương" nghĩa là "ủng hộ Thanh triều, tiêu diệt người Tây".

## Diễn biến

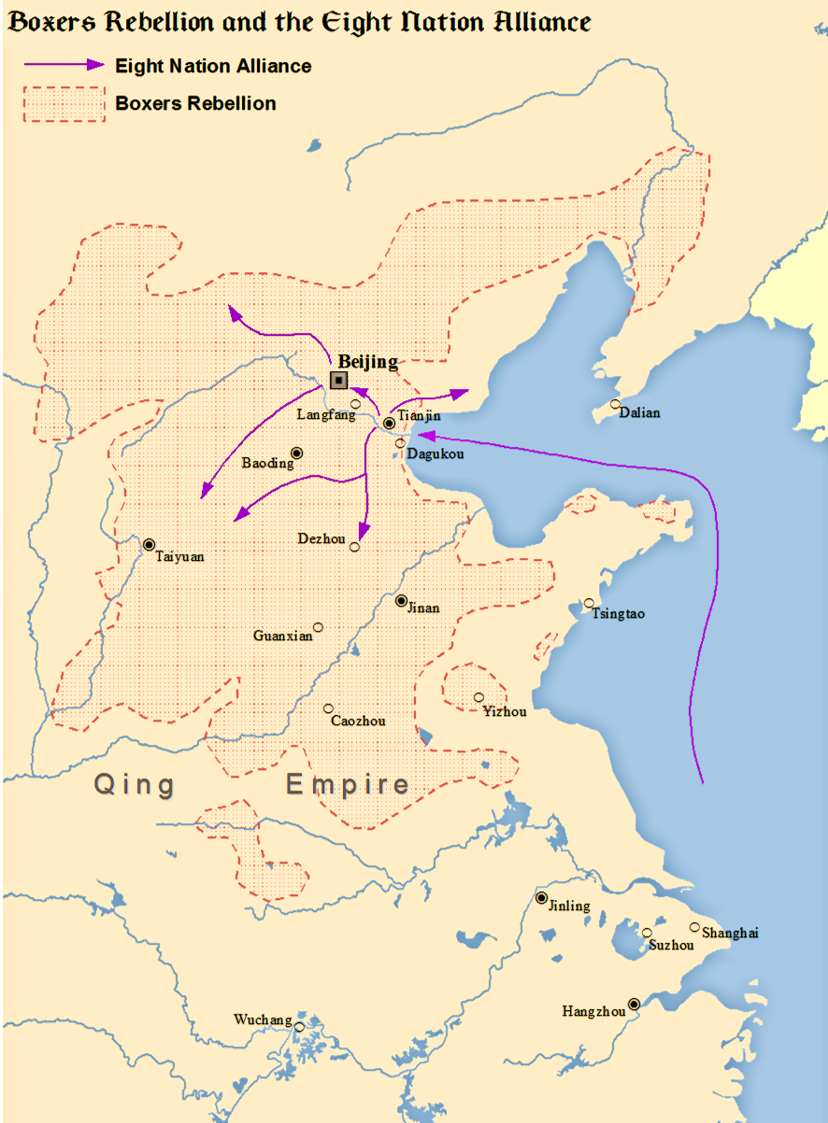
Vùng chiếm đóng bởi quân Nghĩa Hoà Đoàn và hướng tiến công của Liên quân tám nước

Cuối đời Thanh, nhân dân Trung Quốc luôn luôn bị đế quốc nước ngoài ức hiếp khiến các cuộc nổi dậy như Nghĩa Hòa Đoàn không ngừng phát triển, các nước đế quốc quyết định đưa quân đàn áp. Năm 1900, Tướng quân Anh là E. H. Seymour chỉ huy liên quân 8 nước gồm Anh, Pháp, Đức, Ý, Mỹ, Nga, Nhật, Áo-Hung tiến đánh Bắc Kinh.
Bị sự kháng cự của quân triều đình và Nghĩa Hòa Đoàn, Liên quân 8 nước ban đầu gặp khó khăn. Liên quân bèn điều 32 tàu chiến cùng hơn một vạn lính lên bờ tiếp ứng. Họ đưa tối hậu thư cho Trấn tổng binh Thiên Tân La Vinh Quang chỉ huy pháo đài Đại Cô: "Hạn định trong vòng hai ngày phải giao nộp pháo đài để liên quân kiểm soát." La Vinh Quang cự tuyệt yêu cầu vô lý của liên quân tám nước, và yêu cầu quân Thanh bảo vệ pháo đài lập tức có sự chuẩn bị. Liên quân 8 nước sợ "đêm dài lắm mộng" còn chưa tới thời gian quy định đã từ hai phía đồng thời tiến công pháo đài. Quân đóng giữ pháo đài cố gắng kháng cự, các chiến sĩ của Nghĩa Hòa Đoàn ở gần đó cũng phối hợp tác chiến. Qua gần bảy tiếng đồng hồ chiến đấu quyết liệt, ngày 21 tháng 5 (tức ngày 17 tháng 6 dương lịch), pháo đài thất thủ. Sau khi liên quân tám nước chiếm được pháo đài Đại Cô, trên dọc truyến đường sắt từ Đại Cô tới Thiên Tân, họ dán cáo thị: "Nếu có binh lính của Nghĩa Hòa Đoàn hay quân triều đình dám cản trở cuộc hành quân, chúng ta nhất định sẽ tăng cường sức mạnh, tiêu diệt tận sào huyệt". Điều này đã là sự uy hiếp lớn với quân Nghĩa Hòa Đoàn và quân của triều đình. Từ Hy Thái hậu nghĩ: Trước mắt giờ có hai kẻ thù, một là người ngoại quốc và một là Nghĩa Hòa Đoàn. Sự uy hiếp của người nước ngoài với chúng ta ngày càng lớn, còn sức ép của nghĩa quân cũng có hạn. Vì thế, bà triệu tập hội nghị Ngự tiền đại thần, quyết định tuyên chiến với Liên quân tám nước, trên thực tế, bà để cho quân Nghĩa Hòa Đoàn giao chiến, còn bản thân thì "tọa sơn quan hổ đấu".
Thái độ của quân Nghĩa Hòa Đoàn với quân Tây dương không giống thái độ của Từ Hy Thái hậu. Nghe nói quân Tây dương xâm phạm Thiên Tân, Nghĩa Hòa Đoàn đã vừa cho người phá hoại đường giao thông của kẻ địch và tiến hành chặn đánh vừa đưa quân tập kết về Thiên Tân chuẩn bị phòng thủ. Trương Đức Thành, Tào Phúc Điền, Dương Thọ Thần, Lưu Thập Cửu, Hàn Dĩ Lễ cùng các đại sư huynh, Lâm Hắc Nhi cùng đại sư muội đều cùng quân sĩ có mặt.
Liên quân trước hết đưa quân chiếm nhà ga Lão Long Đầu. Nhà ga nằm trên đường tới Bắc Kinh, lại bắc cầu phao nối với Tô giới Tử Trúc Lâm ở bờ bên kia sông để liên hệ với quân ở đó. Nghĩa Hòa Đoàn để bảo vệ Bắc Kinh và cản trở quân Tây dương tất nhiên phải quyết tâm giành lại khu vực này. Vì thế đã xảy ra những trận quyết chiến giữa hai bên ở đây.
Quân Nga đang chiếm nhà ga nhờ đại pháo chiến đấu rất ngoan cường. Tào Phúc Điền, Hàn Dĩ Lễ chỉ huy quân chống cự khiến cho đại pháo cũng mất tác dụng. Quân Tây dương xâm lược phải hoảng hồn kêu cứu, có nơi phải giương cờ trắng xin quân Thanh đình chiến. Quân Nghĩa Hòa Đoàn  tiếp tục thừa thắng xông lên, tiêu diệt tới hơn năm trăm quân Nga, chiếm được nhà ga Lão Long Đầu và phần đất phía bắc.
Cũng lúc đó, Trương Đức Thành mang hơn năm nghìn quân Nghĩa Hòa Đoàn trong "Thiên hạ đệ nhất đoàn" từ trấn Độc Lưu tới tiến công mãnh liệt vào tô giới Trúc Lâm. Trong tô giới, liên quân chôn rất nhiều mìn để chờ quân Nghĩa Hòa Đoàn tiến vào. Trương Đức Thành cho người tìm mấy chục con trâu, đuôi trâu buộc rẻ tẩm dầu rồi châm lửa. Đàn trâu hoảng sợ lao về phía trước, đuôi trâu lửa bốc nghi ngút khiến trận địa náo loạn. Toàn bộ mìn do quân Tây dương chôn sẵn nổ inh tai nhức óc, "Địa lôi trận" của họ phá sản. Quân Nghĩa Hòa Đoàn xốc tới, tiêu diệt rất nhiều quân Tây Dương, sau đó cướp bóc, thiêu hủy nhiều nhà cửa. Trong cuộc chiến đấu bảo vệ Thiên Tân, một bộ phận quân triều đình cũng tích cực tham gia chiến đấu, có một số gia nhập quân Nghĩa Hòa Đoàn. Nhưng Bang biện Bắc dương quân vụ đại thần Tống Khánh đến Thiên Tân đã chỉ huy quân triều đình bao vây quân Nghĩa Hòa Đoàn. Đồng thời, cùng lúc đó, một lực lượng quân triều đình tiến hành tập kích từ phía sau làm hơn hai nghìn chiến sĩ Nghĩa Hòa Đoàn thương vong, phá hủy hoàn toàn các cứ điểm của quân Nghĩa Hòa Đoàn ở Thiên Tân. Vừa phải chiến đấu chống quân triều đình, vừa phải chiến đấu chống quân Tây dương, sau những hy sinh nặng nề, cuối cùng, ngày 17 tháng 6 (tức ngày 13 tháng 7 dương lịch), Thiên Tân rơi vào tay liên quân tám nước.
Sau đó, Liên quân 8 nước đã tiến hành cuộc thảm sát và cướp bóc ở Thiên Tân rồi tiến về phía Bắc Kinh. Từ Hy Thái hậu hoảng sợ, cử Vinh Lộc tới sứ quán của quân xâm lược cầu hòa, mang nhiều của ngon vật lạ tới thăm hỏi. Quân xâm lược không thèm chú ý, tiếp tục tiến về Bắc Kinh. Từ Hy Thái hậu đã hóa trang thành một phụ nữ nông dân mang theo Hoàng đế Quang Tự và các văn võ đại thần được một số người bảo vệ lặng lẽ tới Tây An. Các quý tộc và đại thần cũng đua nhau bỏ chạy. Thành Bắc Kinh chẳng mấy chốc rơi vào tình trạng hỗn loạn. Khi quân Nga cùng liên quân các nước tới Đông Tiện môn, quân Nghĩa Hòa Đoàn liều mạng chiến đấu, giết chết một tướng quân, hai quan thống binh và rất nhiều binh lính. Quân Nhật Bản dùng trang phục quân triều đình, giả làm quân của Tống Khánh cùng người Hán chui vào đội ngũ Nghĩa Hòa Đoàn tới trước cửa Triều Dương và Đông Trực gọi lính canh cửa Nghĩa Hòa Đoàn mở cổng. Quân Nghĩa Hòa Đoàn mắc mưu mở cổng thành. Ngày 20 tháng 7 (tức 14 tháng 8 dương lịch) liên quân tám nước tiến vào thành Bắc Kinh, sự kiện đó được gọi là Quốc nạn Canh Tý (庚子國難).
Trước hết, họ tập trung ở Đông Giao dân cảng, sau đó chia quân ra nhiều hướng, từ Thiên An Môn, Đông Hoa Môn cùng tiến đánh Hoàng cung. Quân Nghĩa Hòa Đoàn và một số vệ binh của Hoàng cung tiến hành những cuộc chiến đấu phòng ngự, họ dùng trường mâu, đại đao, gậy gộc và một số súng lấy được của liên quân để chống lại. Liên quân tám nước dùng các loại súng và pháo hiện đại tiến công, rất nhiều lính đã chết. Cuối cùng, họ đánh giáp lá cà với quân địch, dùng sức lực để chống lại sự xâm nhập của liên quân vào Hoàng cung. Qua ba ngày ba đêm chiến đấu, liên quân tám nước đã tiến được vào Hoàng cung, rồi chia Bắc Kinh làm nhiều khu vực khác nhau để chiếm đóng.
Sau ba ngày tiến hành cuộc đại thảm sát, liên quân tám nước còn tiến hành cướp bóc bất kể trên đường phố, chùa chiền hay nhà riêng của dân chúng. Những kỳ trân dị bảo, những văn vật quý hiếm trong Cố Cung và Di Hòa Viên đều bị cướp sạch để bù cho thiệt hại của liên quân. "Vĩnh Lạc đại điển" và nhiều sách khác cũng bị đốt cháy hoặc cướp đoạt. Nhiều bảo vật, sách vở hiện nằm ở các viện bảo tàng, các thư viện ở New York, Paris, London,.…
Đến lúc này, triều đình nhà Thanh một lần nữa lại cử Lý Hồng Chương nghị hòa với quân xâm lược, chấp nhận "Nghị hòa đại cương" do liên quân đưa ra. Ngày 27 tháng 7 năm Quang Tự thứ 27 (ngày 7 tháng 9 năm 1901), lịch sử cận đại lại chứng kiến một Hiệp ước bán nước tủi nhục. Năm này theo âm lịch là năm Tân Sửu, cho nên Hiệp ước này được gọi là "Tân Sửu điều ước". Điều ước đã cho phép các nước đế quốc được đặt tuyến đường sắt từ Bắc Kinh tới Sơn Hải Quan và binh lính thuộc các sứ quán được đóng quân ở Bắc Kinh, phá hủy pháo đài Đại Cô và pháo đài nằm giữa Bắc Kinh và Thiên Tân, bồi thường 450.000 vạn lượng bạc. Đây là một biểu hiện mới thể hiện các nước đế quốc chủ nghĩa tiến thêm một bước trong việc khống chế Trung Quốc.